# Дан државности Катара
Дан државности Катара (арап. اليوم الوطني لقطر) је национална комеморација уједињења Катара 1878. године. Прославља се сваке године 18. децембра. Установљен је 21. јуна 2007. године Декретом тадашњег престолонаследника шеика Тамима ибн Хамада ел Танија. Познат је и као Дан оснивача.

## Галерија
- Ватромети (2010)
- Парада (2013)
- Ватромети (2017)
- Ватромети (2017)